# Capitán Bado
Capitán Bado è un centro abitato del Paraguay, situato nel dipartimento di Amambay, a 426 km dalla capitale del paese Asunción; la località forma uno dei 3 distretti del dipartimento.

## Popolazione
Al censimento del 2002 Capitán Bado contava una popolazione urbana di 7.578 abitanti (17.117 nell'intero distretto).

## Caratteristiche
Fondata nel 1914 in un luogo chiamato precedentemente Ñu Verá, che in lingua guaraní significa "campo brillante", il nome di Capitán Bado è un omaggio ad un ufficiale paraguaiano distintosi nella guerra della Triplice Alleanza.
La località, con il suo distretto, è considerata un grande granaio del paese: ci si coltivano soia, grano e mais. È molto importante per l'economia della zona anche l'allevamento di bovini.
Nel distretto, nei pressi dell'altura del Cerro Guazú, si trovano grotte con iscrizioni rupestri di epoca preistorica, simili alle rune vichinghe.